# Juvenal Olmos
Juvenal Mario Olmos Rojas (Santiago, 4 de octubre de 1962) es un exfutbolista, entrenador, comentarista deportivo y político chileno. Su último equipo dirigido fue el Tiburones Rojos de Veracruz de la Primera División de México.
Se formó en Universidad Católica. En el ámbito político, fue candidato a diputado y ejerció como concejal de comuna de La Reina por tres meses. Actualmente, es el director de la Corporación de Deportes de La Reina, y panelista del programa Todos somos técnicos junto a Verónica Bianchi, Marcelo Vega, Gonzalo Fouillioux, entre otros.

## Trayectoria

### Como jugador
Fue parte del equipo de Universidad Católica, que se coronó campeón del mundo al ganar el Torneo Internacional de Croix Sub-19 1980, junto a otros jugadores de su generación como Gastón Cid, Danilo Chacón, Patricio Mardones y Pablo Yoma. Debutó en la Primera División de Chile jugando en 1981 para el equipo cruzado, club donde militó hasta el año 1984. Durante este primer periodo en Universidad Católica ganó los títulos de Copa Chile 1983, la Copa República el año 1984 y el título profesional de la Primera División 1984. En ese tiempo se desempeñaba como puntero derecho.
En 1985 pasó al SV Zulte Waregem de Bélgica, donde no tuvo mucha continuidad, y en 1987 regresa a Universidad Católica, siendo pieza clave en la obtención del título profesional de ese año. Ese año actuó como volante ofensivo y era el subcapitán del equipo. Además, marcó el primer gol del equipo cruzado en el Estadio San Carlos de Apoquindo, abriendo la cuenta ante Fernández Vial el 25 de septiembre de 1988 en lo que sería una victoria por 3-0.
En 1989 llega al Deportivo Irapuato de México en donde se mantiene por dos años. En 1991 regresa a Chile, a Deportes Antofagasta, y en 1992 llega al O'Higgins por dos temporadas, para terminar su carrera como futbolista en el club de sus amores, Universidad Católica, donde pasa dos temporadas obteniendo la Copa Interamericana 1994 (donde anotó un agónico gol del empate) y la Copa Chile 1995.

### Como entrenador
Comenzó su carrera como entrenador en las divisiones inferiores de la Universidad Católica en 1998, consagrándose campeón con la Sub-15. En 1999 asumió en la Unión Española, equipo con el que obtuvo el ascenso a la Primera división chilena. En mayo de 2001 asumió como entrenador en el plantel principal del cuadro de la Universidad Católica, donde alcanzaría el título del Torneo de Apertura 2002 y la final del Torneo de Clausura 2002.
Posteriormente se convertiría en el entrenador de la Selección de fútbol de Chile, nombramiento realizado por unanimidad por la Unidad Técnica Nacional. Su contrato fue por tres años con la posibilidad de extenderlo por 12 meses más en caso de obtener la clasificación a la Copa Mundial de Fútbol de 2006. No obstante, eso no ocurrió, y fue despedido debido a los discretos resultados que obtuvo, en abril de 2005.
Emigró a Argentina para hacerse cargo del primer equipo de Newell's Old Boys, pero debido a los malos resultados obtenidos por el conjunto en el Torneo Apertura 2005 y a la temprana eliminación en la Copa Sudamericana 2005 a manos de Rosario Central en el Clásico Rosarino, fue despedido en septiembre de dicho año. En diciembre de 2006 asumió la banca de Everton con vistas a la temporada 2007, siendo destituido en mayo del mismo año debido a los malos resultados.
Luego de eso participó en el programa "El baile en TVN", donde obtuvo el primer lugar, además del apodo "Juvedance".
Tras años dedicados a la televisión, Olmos volvió a los banquillos, dirigiendo al cuadro mexicano de Tiburones Rojos de Veracruz, en donde dirigió 7 partidos, sumando sólo dos puntos, por lo que fue despedido.

## Selección nacional
Participó en 10 partidos con la Selección chilena el año 1989.

#### Participaciones en torneos
| Olimpiadas                           | Sede           | Resultado        | PJ | Goles |
| ------------------------------------ | -------------- | ---------------- | -- | ----- |
| Juegos Olímpicos de Los Ángeles 1984 | Estados Unidos | Cuartos de final | 4  | 0     |
| Preolímpico 1988                     | Bolivia        | Primera fase     | 4  | 0     |
| Copa América 1989                    | Brasil         | Primera fase     | 4  | 2     |

## Política
Fue candidato en las elecciones parlamentarias de Chile de 2009, como diputado por el Distrito 24 de La Reina y Peñalolén. En las elecciones municipales de 2021, tras obtener 2.044 votos (quinta mayoría comunal), fue elegido como concejal de La Reina como candidato independiente con apoyo de la UDI. Sin embargo, después de poco más de dos meses de su investidura, presentó su renuncia a la concejalía para ejercer como director de la Corporación de Deportes de la misma comuna. En septiembre de 2024, fue acusado de acoso laboral por una funcionaria, como también de haber incrementado de manera abultada los sueldos de su equipo de trabajo, conformado entre otros por el exfutbolista Carlos Soto Olivares, además de pagarle un sueldo al exfutbolista Leopoldo Vallejos, sin poder comprobar la labor que este ejerce dentro del municipio.

### Elecciones parlamentarias de 2009
- Elecciones Parlamentarias de 2009, para el Distrito 24, La Reina y Peñalolén [24]

| Candidato                    | Pacto                                             | Partido | Votos  | %     | Electo |
| ---------------------------- | ------------------------------------------------- | ------- | ------ | ----- | ------ |
| María Angélica Cristi Marfil | Coalición por el Cambio                           | UDI     | 44.969 | 33,24 | SÍ     |
| Enrique Accorsi Opazo        | Concertación y Juntos Podemos, por más democracia | PPD     | 31.383 | 23,19 | SÍ     |
| Sebastián Iglesias Ramírez   | Concertación y Juntos Podemos, por más democracia | PDC     | 28.741 | 21,24 |        |
| Juvenal Olmos Rojas          | Coalición por el Cambio                           | RN      | 19.024 | 14,06 |        |
| Humberto Valenzuela Paredes  | Nueva Mayoría para Chile                          | PH      | 5.021  | 3,71  |        |
| Juan Bustamante Ramírez      | Chile Limpio Vota Feliz                           | Indep.  | 3.522  | 2,60  |        |

## Clubes

### Como jugador
| Club                 | País    | Año       |
| -------------------- | ------- | --------- |
| Universidad Católica | Chile   | 1981-1984 |
| KSV Waregem          | Bélgica | 1985-1986 |
| Universidad Católica | Chile   | 1987-1988 |
| Deportivo Irapuato   | México  | 1989-1990 |
| Deportes Antofagasta | Chile   | 1991      |
| O'Higgins            | Chile   | 1992-1993 |
| Universidad Católica | Chile   | 1994-1995 |

### Como entrenador
| Club                 | País      | Año       | P   | PG | PE | PP | Efectividad |
| -------------------- | --------- | --------- | --- | -- | -- | -- | ----------- |
| Unión Española       | Chile     | 1999-2000 | 76  | 39 | 22 | 15 | 60.96%      |
| Universidad Católica | Chile     | 2001-2002 | 84  | 44 | 24 | 16 | 61.90%      |
| Selección de Chile   | Chile     | 2003-2005 | 25  | 7  | 9  | 9  | 40%         |
| Newell's Old Boys    | Argentina | 2005      | 10  | 1  | 4  | 5  | 23.33%      |
| Everton              | Chile     | 2007      | 28  | 6  | 11 | 11 | 34.52%      |
| Tiburones Rojos      | México    | 2018      | 8   | 0  | 2  | 6  | 8.33%       |
| Total                | Total     | Total     | 231 | 97 | 72 | 62 | 52.38%      |

##### Partidos dirigidos con selecciones
| Partidos dirigidos en la selección chilena | Partidos dirigidos en la selección chilena | Partidos dirigidos en la selección chilena | Partidos dirigidos en la selección chilena | Partidos dirigidos en la selección chilena | Partidos dirigidos en la selección chilena |
| N.º                                        | Fecha                                      | Lugar                                      | Rival                                      | Resultado                                  | Competición                                |
| ------------------------------------------ | ------------------------------------------ | ------------------------------------------ | ------------------------------------------ | ------------------------------------------ | ------------------------------------------ |
| 1                                          | 30 de marzo de 2003                        | Santiago                                   | Perú                                       | 2-0                                        | Partido amistoso                           |
| 2                                          | 2 de abril de 2003                         | Lima                                       | Perú                                       | 0-3                                        | Partido amistoso                           |
| 3                                          | 30 de abril de 2003                        | Santiago                                   | Costa Rica                                 | 1-0                                        | Partido amistoso                           |
| 4                                          | 8 de junio de 2003                         | San José                                   | Costa Rica                                 | 0-1                                        | Partido amistoso                           |
| 5                                          | 11 de junio de 2003                        | San Pedro Sula                             | Honduras                                   | 2-1                                        | Partido amistoso                           |
| 6                                          | 20 de agosto de 2003                       | Tianjin                                    | China                                      | 0-0                                        | Partido amistoso                           |
| 7                                          | 6 de septiembre de 2003                    | Buenos Aires                               | Argentina                                  | 2-2                                        | Eliminatorias Sudamericanas 2006           |
| 8                                          | 9 de septiembre de 2003                    | Santiago                                   | Perú                                       | 2-1                                        | Eliminatorias Sudamericanas 2006           |
| 9                                          | 15 de noviembre de 2003                    | Montevideo                                 | Uruguay                                    | 1-2                                        | Eliminatorias Sudamericanas 2006           |
| 10                                         | 18 de noviembre de 2003                    | Santiago                                   | Paraguay                                   | 0-1                                        | Eliminatorias Sudamericanas 2006           |
| 11                                         | 19 de febrero de 2004                      | Carson                                     | México                                     | 1-1                                        | Partido amistoso                           |
| 12                                         | 30 de marzo de 2004                        | La Paz                                     | Bolivia                                    | 2-0                                        | Eliminatorias Sudamericanas 2006           |
| 13                                         | 28 de abril de 2004                        | Antofagasta                                | Perú                                       | 1-1                                        | Partido amistoso                           |
| 14                                         | 1 de junio de 2004                         | San Cristóbal                              | Venezuela                                  | 1-0                                        | Eliminatorias Sudamericanas 2006           |
| 15                                         | 6 de junio de 2004                         | Santiago                                   | Brasil                                     | 1-1                                        | Eliminatorias Sudamericanas 2006           |
| 16                                         | 8 de julio de 2004                         | Arequipa                                   | Brasil                                     | 0-1                                        | Copa América 2004                          |
| 17                                         | 11 de julio de 2004                        | Arequipa                                   | Paraguay                                   | 1-1                                        | Copa América 2004                          |
| 18                                         | 14 de julio de 2004                        | Tacna                                      | Costa Rica                                 | 1-2                                        | Copa América 2004                          |
| 19                                         | 5 de septiembre de 2004                    | Santiago                                   | Colombia                                   | 0-0                                        | Eliminatorias Sudamericanas 2006           |
| 20                                         | 10 de octubre de 2004                      | Quito                                      | Ecuador                                    | 0-2                                        | Eliminatorias Sudamericanas 2006           |
| 21                                         | 13 de octubre de 2004                      | Santiago                                   | Argentina                                  | 0-0                                        | Eliminatorias Sudamericanas 2006           |
| 22                                         | 17 de noviembre de 2004                    | Lima                                       | Perú                                       | 1-2                                        | Eliminatorias Sudamericanas 2006           |
| 23                                         | 9 de febrero de 2005                       | Viña del Mar                               | Ecuador                                    | 3-0                                        | Partido amistoso                           |
| 24                                         | 26 de marzo de 2005                        | Santiago                                   | Uruguay                                    | 1-1                                        | Eliminatorias Sudamericanas 2006           |
| 25                                         | 30 de marzo de 2005                        | Asunción                                   | Paraguay                                   | 1-2                                        | Eliminatorias Sudamericanas 2006           |

## Palmarés

### Como jugador

#### Campeonatos nacionales
| Título           | Equipo               | País  | Año  |
| ---------------- | -------------------- | ----- | ---- |
| Copa Chile       | Universidad Católica | Chile | 1983 |
| Copa República   | Universidad Católica | Chile | 1984 |
| Primera División | Universidad Católica | Chile | 1984 |
| Primera División | Universidad Católica | Chile | 1987 |
| Copa Chile       | Universidad Católica | Chile | 1995 |

#### Campeonatos internacionales
| Título                               | Equipo               | País  | Año  |
| ------------------------------------ | -------------------- | ----- | ---- |
| Torneo Internacional de Croix Sub-19 | Universidad Católica | Chile | 1980 |
| Copa Interamericana                  | Universidad Católica | Chile | 1994 |

### Como entrenador

#### Campeonatos nacionales
| Título             | Equipo               | País  | Año           |
| ------------------ | -------------------- | ----- | ------------- |
| Primera B          | Unión Española       | Chile | 1999          |
| Torneo de Apertura | Universidad Católica | Chile | Apertura 2002 |